# Валверде (Фундан)
Валверде (порт. Valverde; МФА: [vaɫ.ˈveɾ.dɨ]) — парафія в Португалії, у муніципалітеті Фундан. Розташована в східній частині країни, на теренах історичної португальської провінції Бейра. Входить до складу округу Каштелу-Бранку. За адміністративним поділом, чинним до 1976 року, терени парафії були складовою провінції Нижня Бейра. Належить до Порталегрівсько-Каштелу-Бранківської діоцезії Католицької церкви. Патрон — святий Михаїл. Площа — 14,4194 км². Населення — 1402 ос. (2011). Слабо урбанізований регіон. Густота населення — 97,23 осіб/км²
. Код — 050429.

## Населення
| Кількість мешканців | Кількість мешканців | Кількість мешканців | Кількість мешканців | Кількість мешканців | Кількість мешканців | Кількість мешканців | Кількість мешканців | Кількість мешканців | Кількість мешканців | Кількість мешканців | Кількість мешканців | Кількість мешканців | Кількість мешканців | Кількість мешканців |
| ------------------- | ------------------- | ------------------- | ------------------- | ------------------- | ------------------- | ------------------- | ------------------- | ------------------- | ------------------- | ------------------- | ------------------- | ------------------- | ------------------- | ------------------- |
| 1864                | 1878                | 1890                | 1900                | 1911                | 1920                | 1930                | 1940                | 1950                | 1960                | 1970                | 1981                | 1991                | 2001                | 2011                |
| 545                 | 578                 | 661                 | 805                 | 957                 | 894                 | 979                 | 1 086               | 1 269               | 1 359               | 1 296               | 1 285               | 1 384               | 1 422               | 1 402               |